# 新潟FILE845
『新潟FILE845』（にいがたファイルはちよんご）は、2006年4月3日から2008年3月28日までNHK新潟放送局で放送されていた『NHKニュース』のローカルニュース番組。前番組は『新潟845』、後番組は『新潟ニュース845』。

## 放送時間
- 平日 20時45分 - 21時00分（JST）

## 出演者
- 主に沢田浩次郎や阪本篤志などがキャスターを務めた。

| スタブアイコン | サブスタブ | この項目は、まだ閲覧者の調べものの参照としては役立たない、テレビ番組に関連した書きかけの項目です。この項目を加筆・訂正などしてくださる協力者を求めています（P:テレビ/PJ:放送または配信の番組）。 |